# Amankwah Forson
Amankwah Forson (* 31. Dezember 2002) ist ein ghanaischer Fußballspieler.

## Karriere

### Verein
Forson begann seine Karriere in der West African Football Academy. Für die WAFA spielte er ab der Saison 2019/20 mindestens 16 Mal in der Premier League.
Im Februar 2021 wechselte er zum österreichischen Bundesligisten FC Red Bull Salzburg, bei dem er einen bis Mai 2025 laufenden Vertrag erhielt. Bei den Salzburgern sollte er allerdings zunächst für das zweitklassige Farmteam FC Liefering zum Einsatz kommen. In seinem ersten Halbjahr in Liefering kam er zu zehn Einsätzen in der 2. Liga, in denen er drei Treffer erzielte. Im März 2022 debütierte der Offensivspieler gegen den LASK bei seinem Kaderdebüt für die erste Mannschaft der Salzburger in der Bundesliga. Dies blieb in der Saison 2021/22 sein einziger Einsatz für Red Bull, mit dem er zu Saisonende Meister wurde.
Zur Saison 2022/23 wurde er innerhalb der Bundesliga an den SCR Altach verliehen. Für Altach kam er bis zur Winterpause in allen 16 Bundesligaspielen zum Einsatz. In der Winterpause wurde er von Salzburg vorzeitig zurückbeordert. In Folge kam er zu weiteren 35 Bundesligaeinsätzen für Salzburg, 2023 wurde er mit Red Bull ein zweites Mal Meister.
Im August 2024 wechselte Forson nach England zum Zweitligisten Norwich City.

### Nationalmannschaft
Forson debütierte im März 2024 in einem Testspiel gegen Nigeria für die ghanaische Nationalmannschaft.

## Erfolge
- Österreichischer Meister: 2022, 2023